# Figure dérivative
Une figure dérivative (substantif féminin) est une figure de style qui consiste dans l'utilisation dans la même phrase de deux mots fondés sur la même racine (ce procédé en lexicologie se nomme la dérivation).
En stylistique, la figure dérivative exploite les ressources du champ lexical.
En narratologie elle permet la continuité d'un même thème constant. Elle est très proche du polyptote.

## Exemples
- « Marche / marcheur » (Richter)
- « Ton bras est invaincu, mais non pas invincible » (Pierre Corneille, Le Cid)
- « Beauté, mon beau souci » (Malherbes)